# Ormosia onerosa
Ormosia onerosa är en tvåvingeart som beskrevs av Alexander 1943. Ormosia onerosa ingår i släktet Ormosia och familjen småharkrankar. Inga underarter finns listade i Catalogue of Life.